# Бочарова, Валентина Георгиевна
Валентина Георгиевна Бочарова (род. 9 марта 1938 года) — российский учёный-педагог, член-корреспондент РАО (1995).

## Биография
Окончила Ростовский государственный университет.
Доктор педагогических наук (1992), профессор (1993).
В 1995 году — избрана членом-корреспондентом РАО от Отделения образования и культуры.
Действительный член Академии информатизации при ООН (1993), член Международной федерации социальных работников.
Автор более 80 научных трудов.
Под её руководством защищено более 20 диссертаций.